# Claus From
Claus Jørgen From (født 26. juni 1945 i Odense) er en tidligere dansk håndboldspiller, som deltog i sommer-OL i 1972 og sommer-OL i 1976. Han spillede håndbold for klubben IF Stjernen. Desuden spillede han 23 kampe på B1909's divisionshold i fodbold og den daværende landsholds målmand skrev til Claus From, at han burde at komme på Danmarks A landshold.
I 1972 var han med på Danmarks håndboldlandshold som endte på en trettendeplads under sommer-OL. Han spillede i fire kampe og scorede seks mål. Fire år senere kom han på en ottendeplads med det danske håndboldlandshold under sommer-OL. Han spillede i alle seks kampe og scorede seks mål. I sin sportskarriere spillede From i alt 66 kampe på håndboldlandsholdet.
Claus From har efter endt aktiv karriere blandt andet været en del af DBU's træneruddannelse, især under målmandstræneruddannelsen.
Claus From har tit været i avisen for hans stærke karriere